# جيري ماكدوغال
جيري ماكدوغال (بالإنجليزية: Gerry McDougall)‏ هو لاعب كرة قدم أمريكية ولاعب كرة قدم كندية أمريكي، ولد في 21 مارس 1935 في لونغ بيتش في الولايات المتحدة.

## وصلات خارجية
- جيري ماكدوغال على موقع مرجع كرة القدم المحترفة.كوم (الإنجليزية)